# Mary Whipple
Mary Whipple (nascuda el 10 de maig de 1980 en Sagrament, Califòrnia) és una remadora estatunidenca. Whypple va competir als Jocs Olímpics de Pequín 2008 en la qual va resultar ser guanyadora d'una medalla d'or en els Vuits femenins i una medalla de plata a Atenes 2004

## Resultats
Mary Whipple va tornar per segon any consecutiu als Jocs Olímpics de Pequín 2008. El 2004, ella va prendre el càrrec de Vuits amb espadeta i va guanyar una medalla de plata a Atenes. Després del seu important assoliment, Whipple va continuar com el cap principal del seu equip. Als Jocs Olímpics de Pequín, Whipple va guanyar una medalla d'or als Vuits femení.